# Homer Bailey
Pour les articles homonymes, voir David Bailey (homonymie) et Bailey.
David Dewitt « Homer » Bailey, né le 3 mai 1986 à La Grange (Texas) aux États-Unis, est un lanceur droitier de baseball en Ligue majeure de 2007 à 2020. 
Bailey réussit deux matchs sans point ni coup sûr, le premier contre les Pirates de Pittsburgh le 28 septembre 2012 et le second le 2 juillet 2013 contre les Giants de San Francisco.

## Carrière
Après des études secondaires à La Grange High School de La Grange (Texas), Homer Bailey est repêché le 7 juin 2004 par les Reds de Cincinnati au premier tour de sélection (7e choix). Il perçoit un bonus de 2,3 millions de dollars à la signature de son premier contrat professionnel le 22 juillet 2004. 
Il passe trois saisons en Ligues mineures avant d'effectuer ses débuts en Ligue majeure le 8 juillet 2007 face aux Indians de Cleveland. À l'occasion de ce match interligues, il enregistre sa première victoire au plus haut niveau. Bailey lance neuf parties, toutes comme lanceur partant, chez les Reds en 2007. Sa fiche est de quatre victoires pour deux défaites.
En 2008, il entreprend huit parties pour l'équipe mais est crédité de la défaite à chacune des six décisions dans lesquelles il est impliqué.
La saison 2009 est la première où il fait partie sur une base régulière de la rotation de lanceurs partants de Cincinnati. Il remporte huit victoires contre cinq défaites en vingt départs et maintient une moyenne de points mérités de 4,53 en 113 manches et un tiers lancées. Il fait ses débuts en éliminatoires contre Philadelphie dans la Série de divisions de l'automne 2010. Il remporte 9 victoires, un sommet personnel, en 2011.
Le 28 septembre 2012, Bailey lance le 15e match sans point ni coup sûr de l'histoire des Reds dans une victoire de 1-0 à Pittsburgh sur les Pirates. C'est le premier match sans coup sûr des Reds depuis le match parfait de Tom Browning en septembre 1988. Le 2 juillet 2013 à Cincinnati, Bailey réalise son deuxième match sans point ni coup sûr dans un succès des Reds, 3-0 sur les Giants de San Francisco. Il retire dans l'ordre les 18 premiers frappeurs des Giants avant de perdre son match parfait en septième manche par un but-sur-balles à Gregor Blanco, mais il n'accorde aucun coup sûr et met un point final à son exploit en neuvième en forçant ce même Blanco à être retiré sur un roulant au troisième but. Bailey lance ainsi la 16e partie sans coup sûr de l'histoire des Reds et la première de la saison 2013 du baseball majeur. Il est le premier lanceur à réussir le dernier match sans coup sûr d'une saison et le premier de la suivante depuis Nolan Ryan en 1974-1975. Il devient le 3e lanceur des Reds avec plus d'un match sans coup sûr, rejoignant Johnny Vander Meer et Jim Maloney.
Il n'effectue que deux départs en 2015 puis il est annoncé le 1er mai qu'il subira une opération de type Tommy John au coude droit, ce qui le gardera hors du jeu jusqu'en 2016.

## Statistiques
| Saison | Équipe     | G  | GS | CG | SHO | V  | D  | SV | IP    | SO  | ERA  |
| ------ | ---------- | -- | -- | -- | --- | -- | -- | -- | ----- | --- | ---- |
| 2007   | Cincinnati | 9  | 9  | 0  | 0   | 4  | 2  | 0  | 45.1  | 28  | 5,76 |
| 2008   | Cincinnati | 8  | 8  | 0  | 0   | 0  | 6  | 0  | 36.1  | 18  | 7,93 |
| 2009   | Cincinnati | 20 | 20 | 0  | 0   | 8  | 5  | 0  | 113.1 | 86  | 4,53 |
| 2010   | Cincinnati | 19 | 19 | 1  | 1   | 4  | 3  | 0  | 109.0 | 100 | 4,46 |
| Totaux | Totaux     | 56 | 56 | 1  | 1   | 16 | 16 | 0  | 304.0 | 232 | 5,09 |

| Saison | Équipe     | G | GS | CG | SHO | V | D | SV | IP  | SO | ERA  |
| ------ | ---------- | - | -- | -- | --- | - | - | -- | --- | -- | ---- |
| 2010   | Cincinnati | 1 | 0  | 0  | 0   | 0 | 0 | 0  | 2.0 | 2  | 0,00 |
| Totaux | Totaux     | 1 | 0  | 0  | 0   | 0 | 0 | 0  | 2.0 | 2  | 0,00 |

Note : G = Matches joués ; GS = Matches comme lanceur partant ; CG = Matches complets ; SHO = Blanchissages ; 
V = Victoires ; D = Défaites ; SV = Sauvetages ; IP = Manches lancées ; SO = Retraits sur des prises ; ERA = Moyenne de points mérités.